# 霍華德·斯湯頓
霍華德·斯湯頓（英語：Howard Staunton，1810年4月—1874年6月22日）是一名英國西洋棋手，1843年打敗法國的皮埃爾·夏爾·福涅爾·聖艾芒後被認可為世界實力最強的棋手。他是1851年倫敦西洋棋錦標賽的籌辦人。現代西洋棋的標準棋組斯湯頓棋組以他命名。